# Resolutie 2293 Veiligheidsraad Verenigde Naties
Resolutie 2293 van de Veiligheidsraad van de Verenigde Naties werd unaniem aangenomen door de VN-Veiligheidsraad op 23 juni 2016. De resolutie verlengde de sancties en het wapenembargo tegen gewapende groeperingen in Congo-Kinshasa tot juli 2017.

## Achtergrond
In 1994 braken in de Democratische Republiek Congo etnische onlusten uit die onder meer werden veroorzaakt door de vluchtelingenstroom uit de buurlanden Rwanda en Burundi. In 1997 beëindigden rebellen de lange dictatuur van Mobutu, en werd Kabila de nieuwe president. In 1998 escaleerde de burgeroorlog toen andere rebellen Kabila probeerden te verjagen. Zij zagen zich gesteund door Rwanda en Oeganda. Toen hij in 2001 omkwam bij een mislukte staatsgreep werd hij opgevolgd door zijn zoon. Onder buitenlandse druk werd afgesproken verkiezingen te houden, die plaatsvonden in 2006 en gewonnen werden door Kabila. Intussen zijn nog steeds rebellen actief in het oosten van Congo en blijft de situatie er gespannen.
In 2003 werd een wapenembargo opgelegd tegen alle gewapende groepen die geen deel uitmaakten van de overheid. Ook werden reisbeperkingen en financiële sancties getroffen tegen diegenen die dit embargo schonden. Daarop werd toegezien door een groep van experts.

## Inhoud
Het uitschakelen van de FDLR was essentieel voor de stabiliteit van het Grote Merengebied. Militaire operaties van het Congolese leger hadden deze groepering enigszins gedestabiliseerd. Gewapende groeperingen bleven echter een constante bedreiging. Met name de ADF pleegde veel geweld in de regio rond Beni. Er rezen echter ook zorgen over mensenrechtenschendingen die door het Congolese leger, politie en inlichtingendienst werden gepleegd.
Ondanks het wapenembargo bleven ook illegale wapens circuleren. Er moest ook een einde worden gesteld aan de illegale handel in Congolese grondstoffen en wilde dieren. Vooral de traceerbaarheid van goud bleef moeilijk. Al deze zaken samen zorgden dat het conflict in de regio bleef aanslepen. Het wapenembargo en de andere sancties, bestaande uit de bevriezing van buitenlandse tegoeden en reisverboden, werden verlengd tot 1 juli 2017. Het mandaat van de expertengroep die toezag op deze sancties werd verlengd tot 1 augustus 2017.
Het was van groot belang dat in Congo vreedzame geloofwaardige verkiezingen konden plaatsvinden. Er waren echter ernstige zorgen over het politieke klimaat in het land. Zo waren oppositieleden opgepakt en was de vrijheid van meningsuiting ingeperkt. Wel spande het land zich in tegen het inzetten van kindsoldaten en het bestrijden en voorkomen van seksueel geweld. De Congolese overheid moest zorgen dat daders van oorlogsmisdaden berecht werd, onder meer door samen te werken met het Internationaal Strafhof, en met de hulp van de MONUSCO-vredesmacht in het land.
Lijst ·  2260 ·  2261 ·  2262 ·  2263 ·  2264 ·  2265 ·  2266 ·  2267 ·  2268 ·  2269 ·  2270 ·  2271 ·  2272 ·  2273 ·  2274 ·  2275 ·  2276 ·  2277 ·  2278 ·  2279 ·  2280 ·  2281 ·  2282 ·  2283 ·  2284 ·  2285 ·  2286 ·  2287 ·  2288 ·  2289 ·  2290 ·  2291 ·  2292 ·  2293 ·  2294 ·  2295 ·  2296 ·  2297 ·  2298 ·  2299 ·  2300 ·  2301 ·  2302 ·  2303 ·  2304 ·  2305 ·  2306 ·  2307 ·  2308 ·  2309 ·  2310 ·  2311 ·  2312 ·  2313 ·  2314 ·  2315 ·  2316 ·  2317 ·  2318 ·  2319 ·  2320 ·  2321 ·  2322 ·  2323 ·  2324 ·  2325 ·  2326 ·  2327 ·  2328 ·  2329 ·  2330 ·  2331 ·  2332 ·  2333 ·  2334 ·  2335 ·  2336